# Sugamo
Sugamo (巣鴨) est un quartier de Toshima-ku au nord de Tōkyō ayant pour code postal 170-0002. Il est connu pour sa rue commerçante Jizō-dōri (地蔵通り) et la statue Togenuki Jizō du temple Kogan-ji. Le quartier est surnommé le Harajuku des grands-mères (おばあちゃんの原宿, Obāchan no harajuku).

## Description
Le quartier attirait dès l'après-guerre des personnes âgées venant frotter la statue Togenuki Jizō du temple Kogan-ji réputée pour guérir les douleurs. Mais la notoriété de Sugamo a augmenté dans les années 1970, lorsqu'un journal l'a baptisé « le Harajuku des grands-mères », du nom du quartier commerçant fréquenté par la jeunesse de Tōkyō.
Ce quartier est reconnu pour être le quartier des seniors. Les commerces et les restaurants sont orientés pour cette catégorie de populations : Karaoké, spécialités culinaires ancestrales, promotion pour les personnes agées. Les déambulateurs et les fauteuils roulants sont souvent croisés sur les trottoirs.
La foule est particulièrement nombreuse les jours en 4, c'est-à-dire les 4, 14 et 24 de chaque mois, qui sont des journées de festival en référence à la divinité du quartier.
Les commerces les plus célèbres de Sugamo sont les échoppes de gâteaux traditionnels japonais et les quatre boutiques Maruji connues pour leurs sous-vêtements rouges porte-bonheur.
Sugamo est aussi connu pour ses shio-daifuku (塩大福, litt. « daifuku au sel »), des gâteaux de riz mochi salé fourré  de anko (pâte de haricot rouge).
À 10 minutes a pied de la station Sugamo se trouve le jardin japonais Rikugi-en.

## Transport
La station Sugamo est desservie en train par la ligne JR Yamanote et en métro par la ligne Toei Mita.
Sugamo est aussi accessible par la route nationale japonaise Route 17.